# 1430-as évek
Évszázadok: 14. század · 15. század · 16. század
Évtizedek: 1380-as évek · 1390-es évek · 1400-as évek · 1410-es évek · 1420-as évek · 1430-as évek · 1440-es évek · 1450-es évek · 1460-as évek · 1470-es évek · 1480-as évek
Évek: 1430 · 1431 · 1432 · 1433 · 1434 · 1435 · 1436 · 1437 · 1438 · 1439

## A világ vezetői
- Zsigmond magyar király (Magyar királyság) (1387–1437† ), (Német király - 1410–1433) (Német-római császár - 1433–1437), (Cseh király - 1420–1437)
- Albert magyar király (Magyar királyság - Német-római császár - Cseh király - 1437–1439† )